# Прыжки в воду на летней Универсиаде 2011
Соревнования по прыжкам в воду на летней Универсиаде 2011 прошли с 16 по 22 августа 2011 года в Шэньчжэне Китай, где было разыграно 12 комплектов наград.

## Общий медальный зачёт
| Место | Страна   | Золото | Серебро | Бронза | Всего |
| ----- | -------- | ------ | ------- | ------ | ----- |
| 1     | Китай    | 11     | 2       | 2      | 15    |
| 2     | Мексика  | 1      | 3       | 3      | 7     |
| 3     | Россия   | 0      | 2       | 2      | 4     |
| 4     | Украина  | 0      | 2       | 1      | 3     |
| 4     | США      | 0      | 2       | 1      | 3     |
| 6     | Малайзия | 0      | 1       | 2      | 3     |
| 7     | Япония   | 0      | 0       | 1      | 1     |
| Всего | Всего    | 12     | 12      | 12     | 36    |

## Мужчины
| Дисциплина                            | Золото                        | Золото  | Серебро                                       | Серебро | Бронза                                        | Бронза  |
| ------------------------------------- | ----------------------------- | ------- | --------------------------------------------- | ------- | --------------------------------------------- | ------- |
| Трамплин 1 м Отчёт                    | Линь Цзинь Китай              | 487,00  | Сунь Чжии Китай                               | 460,20  | Илья Кваша Украина                            | 454,55  |
| Трамплин 3 м Отчёт                    | Хэ Чун Китай                  | 539,30  | Хулиан Санчес Гальегос Мексика                | 515,50  | Илья Захаров Россия                           | 471,95  |
| Вышка 10 м Отчёт                      | У Цзюнь Китай                 | 537     | Виктор Минибаев Россия                        | 528,75  | Роммель Пачеко Мексика                        | 492,05  |
| Синхронные прыжки. Трамплин 3 м Отчёт | Китай · Цинь Кай · Линь Цзинь | 419,07  | Мексика · Роммель Пачеко · Хонатан Рувалькаба | 385,32  | Япония · Ю Окамото · Сё Сакаи                 | 374,40  |
| Синхронные прыжки. Вышка 10 м Отчёт   | Китай · Хо Лян · Линь Юэ      | 474,69  | Россия · Виктор Минибаев · Илья Захаров       | 453,42  | Мексика · Роммель Пачеко · Хонатан Рувалькаба | 421,50  |
| Командные соревнования                | Китай                         | 3718,46 | Украина                                       | 3239,83 | Россия                                        | 3239,69 |

## Женщины
| Дисциплина                            | Золото                     | Золото  | Серебро                                 | Серебро | Бронза                                             | Бронза  |
| ------------------------------------- | -------------------------- | ------- | --------------------------------------- | ------- | -------------------------------------------------- | ------- |
| Трамплин 1 м Отчёт                    | Ши Тинмао КНР              | 320,65  | Келси Брайант США                       | 304,00  | Чэнь Е КНР                                         | 283,30  |
| Трамплин 3 м Отчёт                    | Хэ Цзы КНР                 | 384,70  | Ван Хань КНР                            | 370,00  | Паола Эспиноса Мексика                             | 323,60  |
| Вышка 10 м Отчёт                      | Паола Эспиноса Мексика     | 385,25  | Панделела Ринонг Малайзия               | 381,75  | Ван Синь КНР                                       | 370,55  |
| Синхронные прыжки. Трамплин 3 м Отчёт | Китай Хэ Цзы Ван Хань      | 334,20  | Украина Елена Фёдорова Анна Письменская | 301,50  | США Бьянка Альварес Кэрри Драгланд                 | 292,50  |
| Синхронные прыжки. Вышка 10 м Отчёт   | Китай Ван Синь Чэнь Жолинь | 349,98  | Мексика Паола Эспиноса Татьяна Ортис    | 330,48  | Малайзия Панделела Ринонг Лёнг Муньйи (Лян Миньюй) | 316,98  |
| Командные соревнования                | Китай                      | 2674,18 | США                                     | 2373,03 | Малайзия                                           | 2336,23 |

## Ссылка
- Соревнования по прыжкам в воду на сайте Универсиады 2011  (англ.)